# Kate Mansi
Kate Mansi (Calabasas, 15 de setembro de 1987) é uma atriz estadunidense. Ela é mais conhecida por interpretar Abigail Deveraux na novela Days of our Lives da NBC, pela qual ganhou um prêmio Emmy de melhor atriz coadjuvante.

## Filmografia
| Ano             | Título                | Papel            | Notas                                       |
| --------------- | --------------------- | ---------------- | ------------------------------------------- |
| 2008            | How I Met Your Mother | Amanda           | Episódio: "The Fight"                       |
| 2011–16 2018–20 | Days of Our Lives     | Abigail Deveraux | Emmy do Daytime de melhor atriz coadjuvante |
| 2017            | Small Shots           | Marissa          | 1 episódio                                  |

| Ano  | Título                | Papel           | Notas |
| ---- | --------------------- | --------------- | ----- |
| 2016 | Unwanted Guest        | Amy Thomas      |       |
| 2017 | Boyfriend Killer      | Krystal Kellers |       |
| 2018 | Mother Of All Secrets | Aubrey          |       |
| 2018 | Muse                  | Maria           |       |
| 2018 | Nightclub Secrets     | Zoe             |       |
| 2019 | The Perfect One       | Maria           |       |
| 2020 | The Office Mix-Up     | Lacey           |       |